# Chaim Arlosoroff
Chaim Arlosoroff, właśc. Witalij Wiktor Chaim Arlosoroff, również Arlozorov (ur. 11 lutego?/23 lutego 1899 w Romnym, zm. 16 czerwca 1933 w Tel Awiwie) – żydowski ekonomista i polityk, przywódca ruchu robotniczego w Brytyjskim Mandacie Palestyny i ważny lider syjonizmu socjalistycznego, dyrektor Departamentu Politycznego Agencji Żydowskiej.
W 1933 roku odegrał główną rolę w zawarciu porozumienia między Światową Organizacją Syjonistyczną i nazistowskimi władzami III Rzeszy, dzięki czemu ponad 50 tys. niemieckich Żydów mogło wyemigrować z Niemiec. Arlosoroff został zamordowany zaledwie kilka dni po powrocie z Niemiec. Choć nigdy nie wykryto sprawcy zabójstwa, cała ta sprawa wywołała duży rozdźwięk w społeczności żydowskiej w Palestynie.

## Życiorys

### Dzieciństwo i młodość
Urodził się w 1899 roku w miejscowości Romny w Imperium Rosyjskim (obecnie terytorium Ukrainy). Urodził się w rodzinie pobożnych ortodoksyjnych Żydów. Był potomkiem słynnej dynastii rabinów, a jego dziadek Eliezer był naczelnym rabinem lokalnej społeczności. Jego ojciec utrzymywał się z handlu drewnem i zbożem. Od najmłodszych lat uczył go prywatny nauczyciel. W ten sposób między innymi poznał język niemiecki. Po pogromach z 1905 roku jego rodzina wyemigrowała do Prus Wschodnich, będących częścią Cesarstwa Niemieckiego. Uczęszczał do niemieckiej szkoły w Królewcu. W 1914 roku jego ojciec wyjechał do Rosji w interesach handlowych. Wybuch I wojny światowej uniemożliwił mu powrót do rodziny (zachorował i zmarł w Petersburgu). Ze względu na rosyjskie pochodzenie rodzina musiała opuścić Królewiec i przeprowadziła się do Berlina. W okresie tym Chaim zainteresował się poezją i literaturą klasyczną, pisząc piosenki w języku niemieckim. Po ukończeniu gimnazjum rozpoczął studia ekonomii na Uniwersytecie w Berlinie, gdzie w 1924 roku uzyskał stopień naukowy doktora. W czasie studiów ożenił się z Simą Goldberg.

### Działalność syjonistyczna
Już w trakcie studiów Arlosoroff zaangażował się w działalność ruchu syjonistycznego, pisząc artykuły w takich kwestiach jak finansowanie osadnictwa żydowskiego w Palestynie i rozwijanie współpracy między Żydami i Arabami. Był przekonany, że „ideał syjonizmu może być realizowany we współpracy z Arabami”. W 1918 roku pomógł w założeniu organizacji syjonistycznej Ha-Po’el Ha-Ca’ir. Wzbudził spore zainteresowanie swoim artykułem Socjalizm narodu żydowskiego, w którym po raz pierwszy przedstawił nacjonalistyczne nadzieje narodu żydowskiego do powrotu i zamieszkania w Ziemi Izraela. Arlosoroff zdystansował się wobec tradycyjnych poglądów marksizmu, propagując nowe wartości socjalizmu, które obejmowały świadomość narodową Żydów. Twierdził on, że Żydzi nie tylko są w stanie ożywić, ale także są zdolni utrzymać swoją unikalną tożsamość kulturową w swojej narodowej ojczyźnie w Palestynie. Uważał, że utworzenie żydowskiego państwa socjalistycznego zagwarantuje publiczną własność ziemi po powrocie Żydów do ojczyzny. Arlosoroff starał się jednocześnie pogodzić nowoczesne poglądy socjalistyczne z tradycyjną wiarą judaizmu. Wierzył, że biblijne święta lat szabatowych i jubileuszowych można przywrócić w nowoczesnej formule. Arlosoroff przewidział odrodzenie języka hebrajskiego, który miał towarzyszyć powrotowi Żydów do Ziemi Izraela. Publikacją tą, Arlosoroff stał się jednym z ważnych działaczy syjonizmu socjalistycznego.
W 1920 roku został wybrany przedstawicielem Ha-Po’el Ha-Ca’ir na doroczną konferencję Światowej Organizacji Syjonistycznej w Londynie. Było to pierwsze duże spotkanie przedstawicieli ruchu syjonistycznego po I wojnie światowej. W 1921 roku jako reprezentant swojej partii przyjechał do Brytyjskiego Mandatu Palestyny, gdzie odbył spotkania założycielskie związku zawodowego Histadrut. Wizycie tej towarzyszyły arabskie zamieszki w Jafie. Wydarzenie to skłoniło Arlosoroffa do zrozumienia konieczności poprawy relacji żydowsko-arabskich, jako niezbędnego czynnika dla powodzenia dalszego osadnictwa w Palestynie. Bardzo szybko doszedł do wniosku, że kompromisy zawierane z lokalnymi społecznościami arabskimi nie osłabią i nie podważą wysiłków zmierzających do ustanowienia żydowskiej ojczyzny w Palestynie. Ponadto Arlosoroff otwarcie przyznał, że niezaprzeczalnie w Ziemi Izraela istnieje arabski ruch narodowy. W 1923 roku na Trzynastym Kongresie Syjonistycznym w Karlsbad, został wybrany na członka Komitetu Wykonawczego Światowej Organizacji Syjonistycznej. Rok później ukończył studia i zdecydował się na aliję do Palestyny. W 1926 roku został wybrany na reprezentanta społeczności żydowskiej w Palestynie przy Lidze Narodów w Genewie. Nadzieje Arlosoroffa na pokojową współpracę i kompromis z Arabami zostały poddane ciężkiej próbie przez zamieszki w 1929 roku. Członkowie radykalnych żydowskich organizacji Hagana i Bejtar swoim zachowaniem sprowokowali wybuch gwałtownej reakcji arabskiej społeczności w Jerozolimie. W kolejnych dniach zamieszki przeniosły się na inne rejony kraju, gdzie doszło do pogromu w Hebronie i pogromu w Safedzie. Po uspokojeniu nastrojów Arlosoroff mocno skrytykował syjonizm rewizjonistyczny za prowokowanie zamieszek i wzmacnianie w ten sposób narodowych niechęci.

### Działalność polityczna

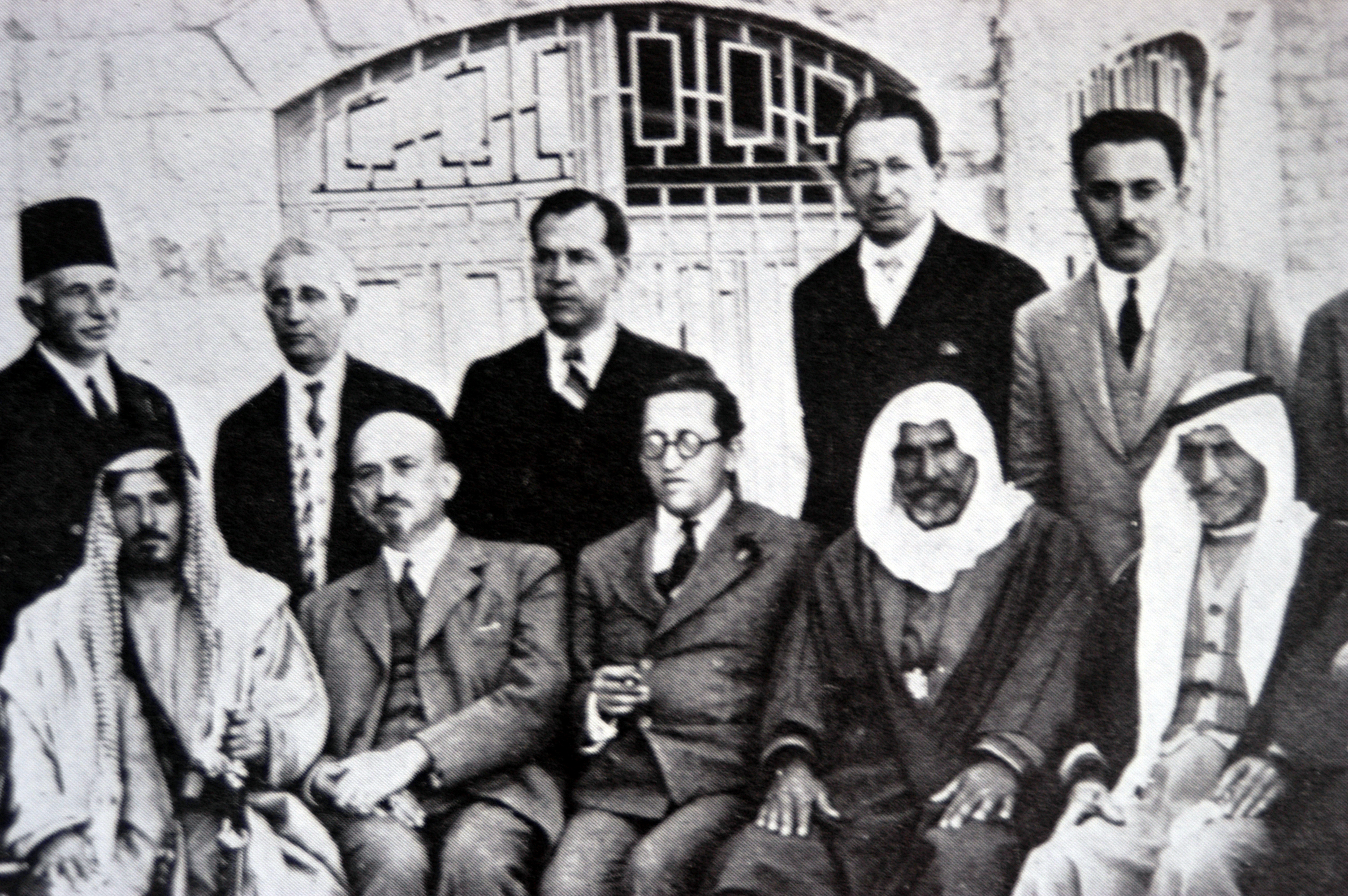
Uczestnicy spotkania w King David Hotel w Jerozolimie, 1933 rok. W środku siedzi Arlosoroff, na prawo od niego siedzi Chaim Weizman, na prawo stoi Mosze Szaret i Jicchak Ben Cewi.

W 1930 roku doszło do nawiązania współpracy między dwoma jednoczącymi się partiami politycznymi syjonizmu socjalistycznego – Poalej Syjon i Ha-Po’el Ha-Ca’ir. Fuzja przyniosła ustanowienie lewicowej partii Mapai. Z ramienia tej partii Arlosoroff został w 1931 roku delegatem na Siedemnasty Kongres Syjonistyczny w Bazylei. Został wówczas wybrany na członka Komitetu Wykonawczego, a ponadto został dyrektorem Departamentu Politycznego Agencji Żydowskiej. Arlosoroff wierzył, że Wielka Brytania wesprze osadnictwo żydowskie w Palestynie, realizując swoje zobowiązania zawarte w Deklaracji Balfoura. Dlatego nawiązał ścisłą współpracę z wysokim komisarzem Palestyny sir Arthurem Wauchope i sekretarzem kolonii sir Philipem Cunliffe-Listerem. Był także bliskim przyjacielem Chaima Weizmana, uznawanego wówczas za jednego z najbardziej umiarkowanych polityków partii Mapai. W styczniu 1933 roku Arlosoroff mocno starł się z Dawidem Ben Gurionem i innymi prominentnymi przywódcami Mapai, którzy opowiadali się za zerwaniem współpracy z brytyjskimi władzami mandatowymi. Przyczyną było utrzymywanie ograniczeń żydowskiego osadnictwa w Palestynie narzuconych przez brytyjską białą księgę Passfielda. Arlosoroff ostrzegał swoich kolegów, że jeśli ruch syjonistyczny wybierze politykę izolacjonizmu władz brytyjskich, wówczas wzrosną arabskie wpływy polityczne u Brytyjczyków, w wyniku czego pogorszy się sytuacja społeczności żydowskiej w Palestynie. W dniu 8 kwietnia 1933 roku Arlosoroff zorganizował w imieniu Agencji Żydowskiej historyczne spotkanie w King David Hotel w Jerozolimie. W uroczystym obiedzie uczestniczył Chaim Weizman oraz arabscy przywódcy z Mandatu Palestyny. Było to pierwsze wspólne spotkanie liderów ruchu syjonistycznego z kluczowymi postaciami społeczności arabskiej. Celem spotkania było poszukiwanie porozumienia między oboma społecznościami i promowanie wspólnych działań. Działania Arlosoroff spotkały się jednak z dużą krytyką. Arabscy radykałowie otwarcie skrytykowali arabskich liberałów, którzy uczestniczyli w spotkaniu. Szczególnie ostra krytyka spotkała emira Abdullaha I, który odgrywał kluczową rolę w poszukiwaniach porozumienia przez stronę arabską. Natomiast po stronie żydowskiej przywódcy ruchu syjonizmu religijnego, w szczególności z organizacji Mizrachi, zażądali rezygnacji Arlosoroffa ze stanowiska w Agencji Żydowskiej. Radykałowie z ruchu rewizjonistycznego posunęli się jeszcze dalej i postawili pytanie, czy Arlosoroff ma prawo dalej żyć.
W 1933 roku naziści doszli do władzy w Republice Weimarskiej. Adolf Hitler bardzo szybko doprowadził do proklamowania III Rzeszy, w której obowiązywały antysemickie przepisy. Już w kwietniu 1933 roku władze niemieckie usunęły wszystkich żydowskich pracowników ze stanowisk rządowych. Równocześnie wprowadzono w życie dekret zakazujący Żydom swobodnego opuszczania Niemiec bez wydania specjalnej wizy wyjazdowej. Hitlerowcy chcieli pozbyć się Żydów, jednak doradcy finansowi ostrzegali nazistowski rząd, że masowy wyjazd żydowskich pracowników będzie stanowić duży ubytek siły roboczej i zaszkodzi stabilności gospodarczej kraju. Organizacje żydowskie na całym świecie odpowiedziały na te prześladowania protestami i bojkotem niemieckich towarów. Nie przyniosło to jednak poprawy sytuacji niemieckich Żydów, a hitlerowcy usilnie poszukiwali wygodnego rozwiązania, aby pozbyć się Żydów bez konsekwencji politycznych i gospodarczych. Arlosoroff uważnie przyglądał się rozwojowi sytuacji w Niemczech. Czuł, że nie można już ufać Brytyjczykom i należy zaryzykować rozgniewaniem brytyjskich władz mandatowych, podejmując działania na rzecz ratowania Żydów z coraz bardziej nacjonalistycznej Europy. W oczach niemieckich nazistów kontrolowane przez Brytyjczyków terytorium mandatowe w Palestynie wydawało się odpowiednie do wyizolowania tysięcy żydowskich uchodźców. Stwarzało to możliwość negocjacji, które ze strony organizacji syjonistycznych prowadził Arlosoroff. Zawarto w ten sposób porozumienie finansowe, w ramach którego w zamian za zezwolenie na wyjazd żydowskich uchodźców gospodarka niemiecka otrzymała transfer funduszy łagodzących negatywny wpływ bojkotu gospodarczego niemieckich towarów. Z drugiej strony dla Arlosoroffa i liderów ruchu syjonistycznego, możliwość przeniesienia licznych niemieckich Żydów do Ziemi Izraela stanowiła historyczną szansę pobudzenia gospodarki Palestyny i umocnienia działań na rzecz utworzenia w przyszłości niepodległego państwa żydowskiego.
Arlosoroff powrócił 14 czerwca 1933 roku do Palestyny po tygodniu negocjacji w Niemczech. Jego działalność spotykała się z coraz większą krytyką. Chociaż przywódcy lewicowej partii Mapai starali się łagodzić sprzeciwy rewizjonistów w szeregach ruchu syjonistycznego, to ich przywódca Ze’ew Żabotyński zdecydowanie sprzeciwiał się porozumieniu z Niemcami. Wszystko to powodowało wzrost nastrojów antyhitlerowskich i antybrytyjskich w społeczności żydowskiej w Palestynie. W dniu 16 czerwca 1933 roku nieznani sprawcy zamordowali Arlosoroffa na plaży w Tel Awiwie, gdzie spacerował z żoną. Nigdy nie ustalono sprawców jego zabójstwa. Został pochowany na cmentarzu Trumpeldor w Tel Awiwie. Jego pogrzeb zgromadził około 70–100 tys. osób i był największym w historii Mandatu Palestyny.

## Znaczenie
Negocjowane przez Arlosoroffa z Niemcami porozumienie Ha’awara zostało zawarte 25 sierpnia 1933 roku. Umożliwiło ono wyjazd z nazistowskich Niemiec w ciągu dwóch lat ponad 50 tys. Żydom i osiedlenie się ich w Palestynie. W ten sposób żydowska populacja w Brytyjskim Mandacie Palestyny w krótkim czasie się powiększyła. Była to niewątpliwa zasługa Arlosoroffa. Jego osoba jest różnorodnie postrzegana w środowiskach syjonistycznych – rewizjoniści i religijni go potępiali, natomiast polityczni i socjaliści popierali. Niezaprzeczalnie, jego działalność pozostawiła po sobie silny ślad w ruchu syjonistycznym. Natomiast jego zabójstwo spowodowało głęboki rozłam w organizacji syjonistycznej, nasilając polityczną rywalizację między socjalistami i rewizjonistami, która szybko rozrosła się do kampanii nienawiści.
Na jego cześć nazwano kibuce Giwat Chajjim (Ichud) i Giwat Chajjim (Me’uchad), oraz moszaw Kefar Chajjim.

## Publikacje
- Jüdische Volkssozialismus. 1920. Brak numerów stron w książce
- Kolonisationsfinanzen der Jewish Agency. 1923. Brak numerów stron w książce
- Lage und nachste aufgaben unserer kolonisation. 1923. Brak numerów stron w książce
- Li-sze’elat ha-irgun ha-meszutaf. 1927. Brak numerów stron w książce
- Kithve. 1934. Brak numerów stron w książce (wydanie pośmiertne)
- Leben und Werke; ausgewählte Schriften, Reden, Tagebücher und Briefe. 1936. Brak numerów stron w książce (wydanie pośmiertne)
- Joman Jeruszalajim. 1948. Brak numerów stron w książce (wydanie pośmiertne)